# Khidr Khoja

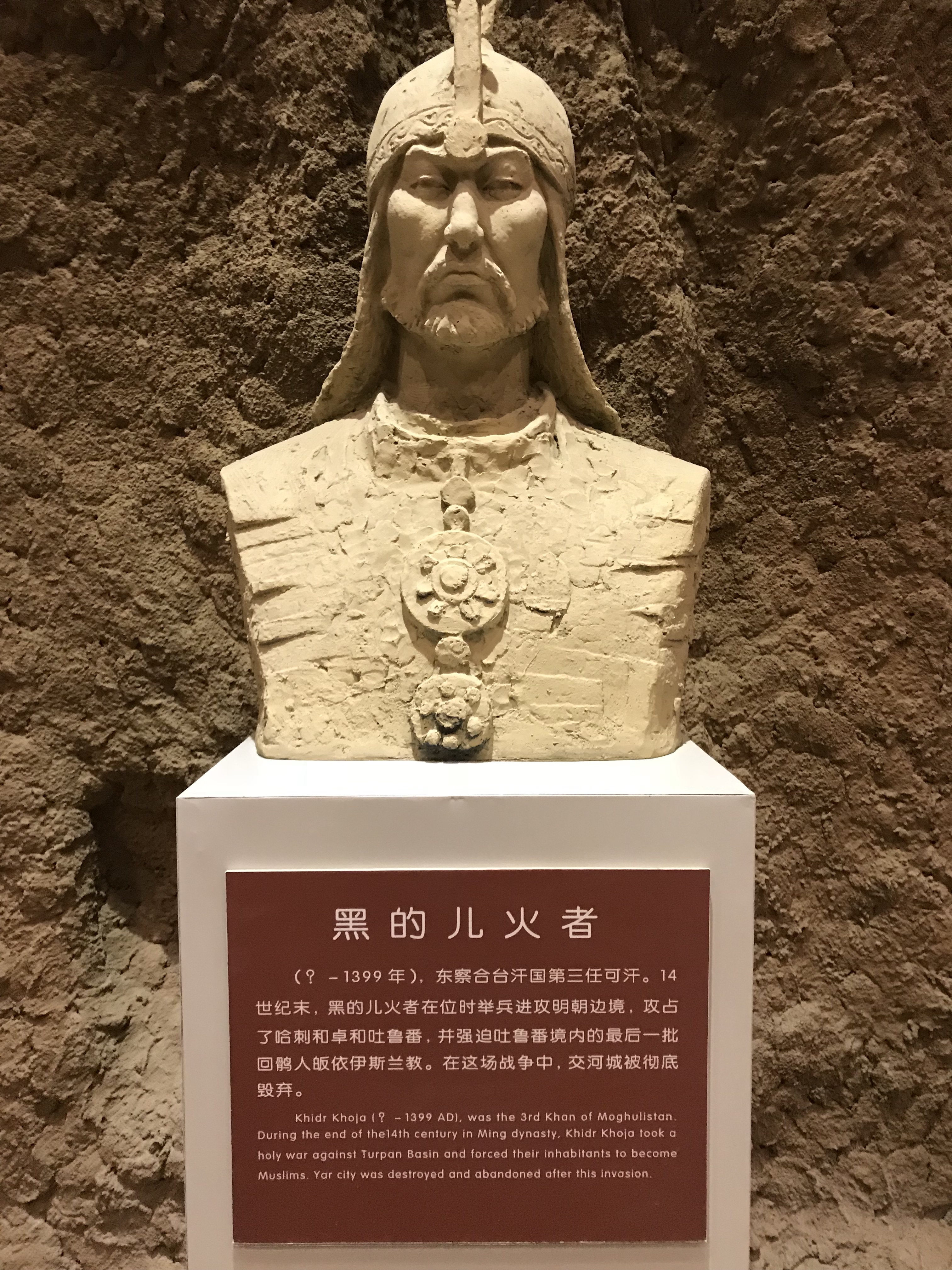
Representació de Khidr Khoja.

Khidr Khoja, Khizr Khoja o Khidr Khwaja Khan (1368-1399) fou un kan de Mogolistan, el fill mes jove de Tughluq Timur. Va governar vers 1388 al 1389 i vers 1391 a 1399.

## Infantesa
Quan Kamar al-Din va usurpar el poder, va fer matar tots els fills de Tughluq Timur; només un es va salvar, el jove Khidr, encara un infant, que fou salvat de la mort per Mir Agha, la mare de l'amir Kudaidad (fill del ulus beg Bulaji). Quan Khidr tenia 12 anys els seus amics, temerosos de que Kamar al-Din el volgués eliminar, se'l van emportar de Kaixgar; dotze persones l'acompanyaven entre els quals Arjirak, descendent del amirs d'Itarji, Tajri de Coràsmia (origen dels amirs de Kunji) i un membre de la tribu Chálish Siádi (Sayyádi); els fills d'aquests dotze homes foren amirs amb el lakab de Kushji (coneguts com a Kukildash). Es van emportar a Khidr cap a les muntanes entre Badakhxan i Kaixgar, però espies al servei de Kamar al-Din van descobrir el lloc on s'amagava i va haver de fugir a les muntanyes de Khotan, on altre cop fou descobert; d'allí se'n va anar a Sárigh Uighur (País dels uigurs grocs a l'est de Khotan i de Jurjan), Jurjan o Charchan (entre Khotan i Lob Nor) i Lob Katak (o Lob Kanal, el districte del llac Lob), regions en la que va romandre dotze anys. Quan Kamar al-Din va desaparèixer (1390) l'amir Kudaidad va fer buscar a Khidr i quan se'l va trobar, Kudaidad va demanar al poble elevar-lo a kan. Això s'hauria produit vers 1390 o 1391.

## Khan de Mogolistan
La situació en realitat no fou tan clara. Els timúrides van atacar el Mogolistan el 1389 i es dirigien contra Khidr Khoja com a kan. ERs creu que aquest amb els seus fidels, va llençar la seva reclamació al kanat el 1388 i va dominar una part del territori mentre Kamar al-Din romania a la resta. Els timúrides finalment van trobar a Khidr Khoja a Molzudu (1389), acompanyat d'un fort contingent; durant 48 hores es va lliurar combat sense avantatge per cap de les dues parts i finalment es va acordar un tractat de pau entre els dos caps principals de condicions desconegudes, després del qual els timúrides van marxar cap a Yulduz. Shah Malik Terkhan que havia abandonat el combat es va reunir amb Timur a Keytu i li va exposar les seves conclusions sobre la batalla. Timur va decidir marxar ràpid cap a Yulduz i es va unir al tuman de Sultan Mahmud Khan, va passar per Konghez i hi va arribar trobant allí a Yadghiar Barles, Sulayman Xah, Shams al-Din Abas i Ghiyath al-Din Terkhan que portaven el tractat de pau; en recompensa per haver mantingut el lloc a la batalla van poder baixar el tapis reial del tron. Després va decidir anar al darrere de Khidr Khan; va travessar el riu a Ulaklanut i va seguir la pista de Khidr Khoja; va passar un desert i va arribar a Karabulak i a Teberak fins a Kutxon Kay, on va albirar a l'enemic; va passar allí la nit i l'endemà l'exèrcit enemic havia fugit aprofitant l'obscuritat. Els van perseguir i els van atrapar i els seus estendards negres foren enderrocats i l'exèrcit dispersat; els jats s'havien dividit en diversos regiments i alguns foren trobats per Timur o pel seu fill Umar Xaikh i aniquilats; Jahan Xah Bahadur i Shaikh Ali Bahadur també van aniquilar un altre grup. Timur va arribar a la muntanya Nairin Keutel i va perseguir a Khidr Khoja fins a Karatash i allí Khidr va abandonar el país per salvar la vida. Els soldats timúrides no van donar treva i van devastar el país de punta a punta recollint molt de bestiar i cavalls i camells, així com nombrosos esclaus dels dos sexes. Llavors Timur va ordenar el retorn. A Jalik es va fer el repartiment del botí. De Jalik van sortir cap a Kagirtu i d'allí cap a les muntanyes Bilagir i al Ketchik Yulduz (Petit Yulduz). Aquesta derrota de Khidr devia permetre a Kamar al-Din de recuperar el control de la major part del Mogolistan, però el 1390 Tamerlà va enviar altre cop contingents al Mogolistan i aquesta vegada van derrotar a Kamar al-Din. Aquest va desaparèixer en la seva fugida. Khidr Khoja, com a genguiskhànida i de la branca legitima de kans de Mogolistan, podia recuperar el poder ja que comptava amb el suport de l'amir Kudaidad. Khidr Khan va ser finalment reconegut kan probablement aquest mateix any o al següent (1391).

## Conquesta de Khitai
Durant el seu regnat, en data incerta, el kan va fer una guerra santa (ghazat) contra Khitai. Personalment va atacar i conquerir Karakhoja (xinès Ho-Chou) i Turfan, dos ciutats importants a la frontera de Khitai, i va forçar als seus habitants a esdevenir musulmans. El país o una de les dues ciutats es va anomenar “Dár al Islám” i fou seu dels Khakans moguls, sent el territori principal del kanat després de Kaixgar. Durant la campanya el país fou dividit a la manera tradicional islàmica.

## Pau amb Tamerlà
Khidr Khan de Mogolistan havia decidit canviar de política i aliar-se a Timur. Probablement les converses amb Mogolistan havien començat el 1396; vers l'estiu del 1397 l'afer ja devia quedar resolt. Timur va fer donació de diversos honors a Shamagean (Sham-i Jahan), fill de Khidr Khan i li va encarregar obtenir la ma de la filla de Khidr Khan, que segellaria l'aliança entre ambdós estats. Ghiyath al-Din Terkhan acompanyaria a Sham-i Jahan amb els regals per la núvia i el pare de la núvia. Tot seguit Timur va anar a acampar a la plana de Canighul, no lluny de Samarcanda. La princesa Melket Agha (esposa de Xah Rukh (timúrida) ) va arribar des de d'Herat i va fer els regals preceptius a Timur; aquest va ordenar una festa amb assistència de tota la noblesa (reines, dames i princeses, prínceps, nevians, amirs i caps religiosos i descendents del Profeta); la música va córrer a càrrec personalment del gran músic Khoja Abd al-Kader al-Maraghi, autor d'un famós llibre de música.

## Mort i família
Va morir el 1399 i el va succeir el seu fill Muhammad Khan. Va deixar diversos fills entre els quals el successor Muhammad Khan i Sham-i Jahan. També tenia diverses filles entre les quals Melket o Malikar Agha, esposa primer de Umar Xaikh i a la mort d'aquest, esposa de Xah Rukh. Generalment es considera a Tukal Khanum o Tuvakal Khanum, esposa de Tamerlà, com a filla seva, però alguns academic pensen que seria germana.